# Crédit Rural de Guinée
Le Crédit Rural de Guinée est une banque proposant des produits d'épargne et de crédit. Elle est la l'une des plus grandes institutions de microfinance du pays.

## Historique
Il est créé en 1989 sous la forme de projet de l’État guinéen sur un financement de l'agence française de développement, le Crédit Rural de Guinée est devenu société anonyme le 28 novembre 2001.
Depuis le 3 janvier 2019, le directeur général est Amara Kourouma qui a intégré le Crédit Rural en 1997[pertinence contestée]

## Mission
Elle vise à contribuer au développement économique et à la stabilité sociale. Sa mission est de fournir aux populations rurales, péri-urbaines et urbaines des services financiers pérennes de proximité adaptés à leurs besoins[réf. souhaitée].

## Organisation
Le CRG est piloté par un conseil d'administration qui comprend les représentants des caisses locales, les représentants des salariés et les représentants des partenaires au développement (l’État Guinéen, la SIDI, et l'IRAM). Le président du conseil d'administration est statutairement issu des représentants des caisses[réf. souhaitée].
La direction générale est chargée de conduire la gestion quotidienne de l'entreprise conformément orientations stratégiques du conseil d'administration[réf. souhaitée]. 
Le Crédit rural de Guinée est représenté dans les 33 préfectures du pays à travers 13 délégations régionales qui encadrent 172 points de services[source insuffisante]. 
L'institution propose des produits d'épargne et de crédit. L'établissement propose également des solutions de transfert d'argent en partenariat avec Orange Money.
Le CRG compte plus de 400 000 clients, dont 60 % de femmes. Environ 200 milliards de francs guinéens sont accordés dans les crédits et 160 milliards d'encours sous gestion.